# توبیاس زیلیاکوس
لارس اِمیل تُبیاس زیلیاکوس (فنلاندی: Lars Emil Tobias Zilliacus؛ زادهٔ ۳۰ سپتامبر ۱۹۷۱) بازیگر فنلاندیِ سوئدی زبان است. وی بیشتر به خاطر بازی در فیلم جنایی سوئدیِ هیپنتیزم‌کننده ساخته شده در سال ۲۰۱۲ شناخته شده‌است. در سال ۲۰۱۵، زیلیاکوس در مجموعهٔ تلویزیونی بریتانیایی Fortitude بازی کرد.